# Horseshoe Bend (Arizona)
Horseshoe Bend (Hesteskosvinget) er betegnelsen for en hesteskoformet mæander af Colorado River beliggende nær byen Page i Arizona i det vestlige USA. Svinget er lokalt kendt som "King Bend". Det ligger 8,7 kilometer nedstrøms fra Glen Canyon Dam og Lake Powell beliggende i Glen Canyon National Recreation Area, omkring seks kilometer sydvest for Page. Horseshoe Bend er tilgængelig efter en 800 meter lang vandretur fra U.S. Route 89, og den kan ses fra den stejle klint ovenfor. Ifølge Googles terrænkort ligger udsigtspunktet 1.300 meter over havets overflade og Colorado-floden ligger 980 meter over havets overflade gør det til en betagende 320 meters fald.